# Le Fond de la bouteille (film)
Pour plus de détails, voir Fiche technique et Distribution.
Le Fond de la bouteille (The Bottom of the Bottle) est un film américain en CinemaScope réalisé par Henry Hathaway, sorti en 1956.
Il s'agit d'une adaptation du roman du même nom de Georges Simenon (1949).

## Synopsis
Patrick Martin, dit P.M., est un riche avocat et éleveur dans la ville frontalière de Nogales, en Arizona. Il rentre chez lui et trouve son frère Donald (Van Johnson) caché dans son garage. Ancien ivrogne, Donald a été envoyé au pénitencier cinq ans auparavant pour avoir tué un homme lors d'une bagarre dans un bar. C'était de la légitime défense mais P.M. n'avait pas défendu son frère et il a été condamné.
Donald s'est échappé et veut que son frère l'aide à traverser la rivière Santa Cruz pour se rendre à Nogales, au Mexique, où sa femme et ses enfants sont dans une situation désespérée. La situation devient encore plus désespérée lorsque P.M. lui annonce que la rivière est en crue et qu'il faudra des jours avant que quelqu'un puisse traverser.
P.M. est tout excité parce que sa femme Nora, qu'il a épousée après que Donald soit allé en prison, ne sait pas que son frère est en prison. Il présente Donald à Nora et au reste de ses amis de la Cadillac Cowboy and ranch society comme un vieil ami, Eric Bell, et est occupé à s'assurer que Donald ne trouve rien de plus fort que du ginger à boire.
Donald reçoit un appel téléphonique lui annonçant que sa famille est passée de la misère à l'indigence, et lorsque P.M. refuse de l'aider grâce à ses contacts du côté mexicain de Nogales, Donald le renverse, s'empare de quelques bouteilles de whisky et se précipite hors de la maison sous la pluie.
Nora finit par découvrir la véritable identité de Donald et persuade P.M. d'aider la famille de Donald. Mais après avoir appris que Donald a commis un vol, Hal Breckinridge forme un détachement pour ramener Donald. P.M. est réticent à l'idée d'aider un criminel, mais il finit par montrer à Donald un endroit dans la rivière pour traverser en toute sécurité vers le Mexique, mais il tombe de son cheval et manque de se noyer. Donald lui sauve la vie, puis se rend à la justice.

## Fiche technique
- Titre original : The Bottom of the Bottle
- Titre français : Le Fond de la bouteille
- Réalisation : Henry Hathaway
- Scénario : Sidney Boehm, d'après le roman Le Fond de la bouteille de Georges Simenon
- Direction artistique : Lyle R. Wheeler, Maurice Ransford
- Décors : Walter M. Scott, Paul S. Fox
- Costumes : Travilla
- Photographie : Lee Garmes
- Son : Eugene Grossman, Harry M. Leonard
- Montage : David Bretherton
- Musique : Leigh Harline
- Production : Buddy Adler
- Société de production : Twentieth Century-Fox Film Corporation
- Société de distribution : Twentieth Century-Fox Film Corporation
- Pays de production :  États-Unis
- Langue : anglais
- Format : couleurs (De Luxe) - 35 mm - 2,35:1 (CinemaScope) - Son : Stéréo (Westrex Recording System)
- Genre : Film dramatique
- Durée : 88 minutes
  - Dates de sortie :
  - États-Unis : 1er février 1956
  - France : 11 juillet 1956
- Affiche : Boris Grinsson (France)

## Distribution
- Van Johnson : Donald Martin, alias Eric Bell
- Joseph Cotten : Pat "P.M." Martin
- Ruth Roman : Nora Martin
- Jack Carson : Hal Breckenridge
- Margaret Hayes : Lil Breckenridge
- Bruce Bennett : Brand
- Brad Dexter : Stanley Miller
- Peggy Knudsen : Ellen Miller
- Jim Davis : George Cady
- Margaret Lindsay : Hannah Cady
- Nancy Gates : Mildred Martin
- Gonzales-Gonzales : Luis Romero
- Sandy Descher : Annie Martin